# إدوارد توماس ريان
إدوارد توماس ريان (بالإنجليزية: Edward Thomas Ryan)‏ هو عالم وبائيات ‏ أمريكي، ولد في 5 سبتمبر 1962 في نيويورك في الولايات المتحدة.